# Сабина (Италия)

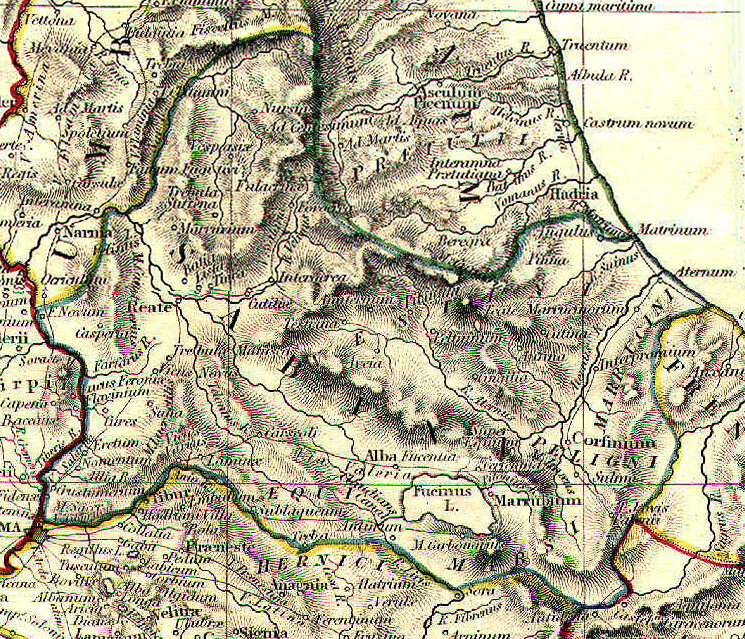
Античная Сабина

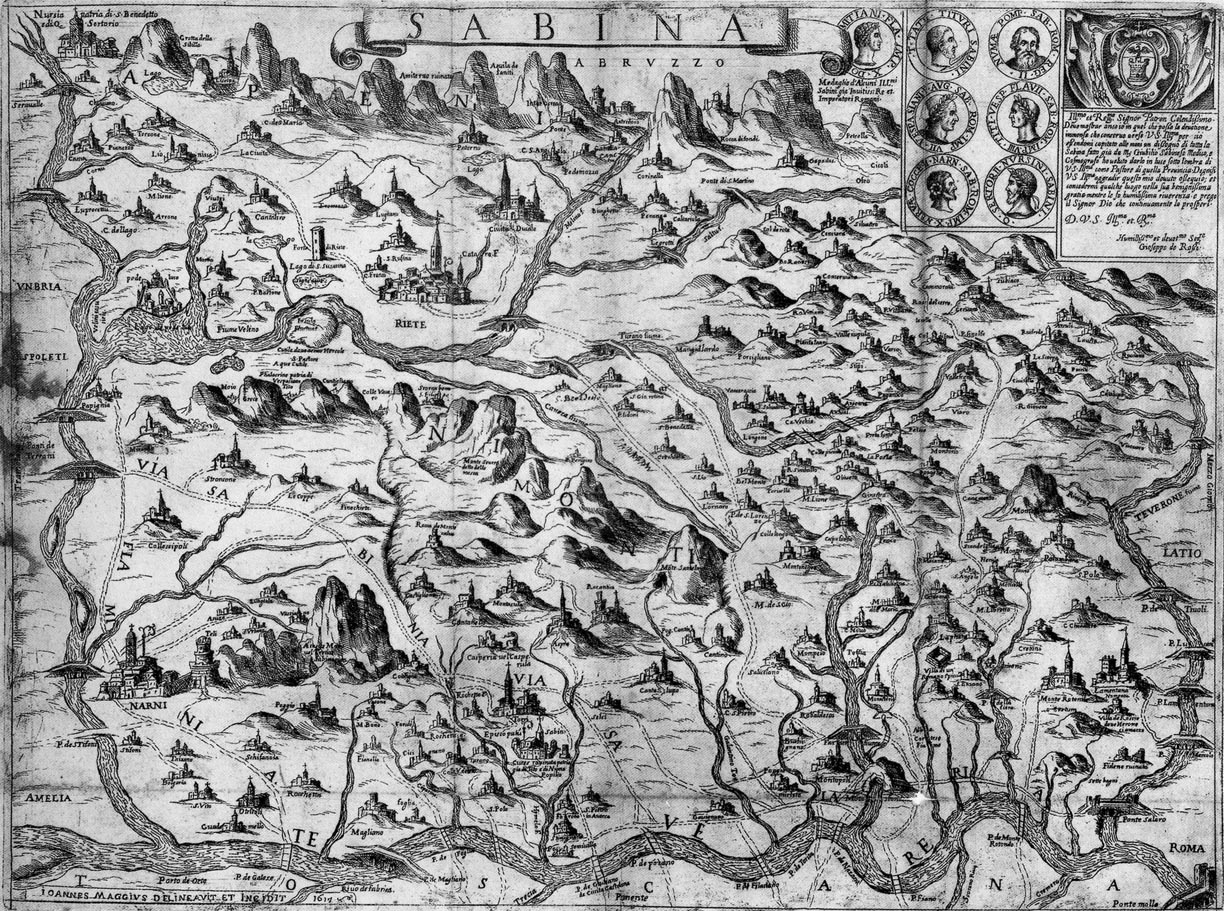
Карта Сабины (Giubilio, 1617)

Сабина, Сабинская область — исторический и географический регион в центре Италии, расположенный между Умбрией, Лацио и Абруццо. 
Его наиболее важные города располагаются в современном Риети.
Исторически Сабина — это земля, населенная Сабинами, народом италийской группы (италики), язык которых находился в ближайшем родстве с оскским и умбрским языками, и в более отдалённом — с латинским языком и пересекаемая древней Соляной дорогой (via Salaria).

## Территория
La Sabina, a partire dalla confluenza dell'Aniene con il Tevere, si svolge come elegante vaso, tra l'Umbria e il Lazio, e poi, fra gli Appennini, spingendosi fino a Norcia ed Accumoli, le due ultime città di sua pertinenza
Giuseppe Antonio Guattani
В настоящее время 66% области Сабина располагаются в современной провинции Риети: 
- Поджо-Миртето, Мальяно-Сабина, Касперия, Монтополи-ди-Сабина, Торри-ин-Сабина, Канталупо-ин-Сабина, Монтебуоно, Форано, Поджо-Катино, Монтасола, Стимильяно, Кастельнуово-ди-Фарфа, Фара-ин-Сабина, Роккантика, Момпео, Сализано, Коттанелло, Конфиньи, Ваконе, Тарано, Коллевеккьо, Тоффия, Поджо-Мояно, Поджо-Нативо, Скандрилья, и так далее.

Другая часть располагается в провинции Рим, это так называемая Сабина Римская: 
- Монторио-Романо, Монтелибретти, Мориконе, Паломбара-Сабина, Монтеротондо, Ментана, Монтефлавио, Нерола

Ещё одна часть располагается в Умбрии: 
- земли Нарни, Амелия, Каша, Норча, частично Вальнерина, и так далее.

И ещё одна часть — в Абруццо: 
- Valle dell'Aterno,  что в Л'Акуила.